# Stormåra
Stormåra (Galium album) är en flerårig ört tillhörande familjen måreväxter. Plantan blir normalt minst 30 centimeter lång men kan ibland bli uppåt 1 meter. Den blommar från juni till augusti. Blommorna är vita och 3 till 5 millimeter i diameter. Stjälken är fyrkantig, ej hårig och något svälld kring lederna. Bladen sitter i kransar, 6-10 blad per krans, oftast 8. Varje blad är 1 till 3 centimeter långt och 1.5 till 5 millimeter brett.